# The Pandemic Special
The Pandemic Special is de eerste aflevering van seizoen 24 van South Park. De aflevering duurt een uur en werd eerst uitgezonden op 30 september 2020 in de Verenigde Staten op Comedy Central. Daarna werd de aflevering ook in andere landen uitgezonden, zoals op 1 oktober 2020 in Nederland bij de zender Comedy Central.

## Plot
Randy probeert winst van de pandemie te maken met het verkopen van The Pandemic Special, een soort Tegridy Weed. De kinderen gaan terug naar school, maar niets is als hoe het was.